# Teatro nacional de ópera y ballet de Albania
El Teatro nacional de ópera y ballet de Albania (en albanés: Teatri Kombetar i Operas dhe i Baletit), acrónimo TKOB, es un teatro en Tirana, Albania. La Ópera y Ballet Nacional fueron fundados el 29 de noviembre de 1953. En primer lugar, funcionaba en el edificio de la Academia de Música y Artes de Albania y posteriormente se trasladó al edificio del Palacio de la Cultura de Tirana en el centro de esa misma ciudad. El Teatro es dependiente del Ministerio de Cultura, Juventud y Deportes, y se financia con cargo al presupuesto estatal. Sus instalaciones cuentan con espacio para 800 personas.